# مانين (باد كاليه)
مانين، باد كاليه (بالفرنسية: Manin, Pas-de-Calais)‏ هي بلدية تقع في إقليم باد كاليه من منطقة نور با دو كاليه في شمال فرنسا. تبلغ مساحة هذه المدينة 4.07 (كم²)، وترتفع عن سطح البحر 125 م، يبلغ عدد سكانها 190 نسمة حسب إحصاء المعهد الوطني للإحصاء والدراسات الاقتصادية سنة 2009 م. وترأس Gérard Mayeur البلدية خلال فترة (2008-2014).